# Tron (film)
Tron è un film del 1982 scritto e diretto da Steven Lisberger.
Prodotto dalla Disney, è considerato un film culto, antesignano dell'omonimo franchise, e vede come protagonisti Bruce Boxleitner, Jeff Bridges, David Warner e Cindy Morgan. È anche considerato il primo film a focalizzarsi sulla realtà virtuale. Ha uno stile visivo unico e assolutamente all'avanguardia per l'epoca. È il primo film della Disney a fare grande uso della computer grafica.
Ebbe due candidature ai Premi Oscar 1983, per il miglior design di costumi e il miglior montaggio sonoro; è stato inoltre il primo film della Disney con suono registrato esclusivamente in Dolby Stereo.

## Trama
Kevin Flynn è un giovane e brillante programmatore di software per videogiochi in lotta contro la Encom, una potente società di informatica il cui direttore generale, Ed Dillinger, anni prima ha fatto carriera facendo passare per suoi alcuni videogiochi in realtà creati dal giovane tecnico (che in precedenza lavorava per la Encom, poi è stato licenziato ed ha aperto una sala giochi i cui clienti giocano con le sue creazioni). Le prove di tale truffa sono ben nascoste all'interno dei sistemi informatici dell'azienda ed il malvagio Master Control Program (MCP), un sofisticato software di intelligenza artificiale, sorveglia la banca-dati con un potentissimo sistema anti-intrusione, che rende vani i numerosi tentativi di Flynn di infiltrarsi dall'esterno per recuperare le prove del furto delle proprie creazioni. Per tentare di riuscirci, il protagonista inserisce nel sistema una propria "utility di sembianza codificata" (Codified Likeliness Utility, in sigla CLU), ossia un programma che consiste in un suo alter ego digitale.
Kevin viene aiutato dagli amici Alan Bradley e Lora, due dipendenti della Encom che, anche loro, considerano molto disonesto l'atto di Dillinger. Una notte il trio si introduce nella sede dell'azienda e Flynn cerca di introdursi nel sistema, ma MCP riconosce il suo accesso non autorizzato e, tramite il laser sperimentale su cui lavorava Lora, lo smaterializza e lo scompone, per poi trasformarlo in codice numerico e ricomporlo in forma di energia all'interno dei circuiti integrati che costituiscono l'universo della rete.
Una volta all'interno del sistema, Kevin scopre con sua grande sorpresa che i programmi realizzati da lui e dai suoi colleghi formano un universo parallelo, la cui esistenza consiste nell'eseguire fisicamente le azioni per le quali sono stati concepiti. Nel caso dei videogame, ad esempio, questi esseri virtuali devono combattere senza sosta, giocandosi l'esistenza in base alle sfide proposte dal gioco stesso. Ogni programma ha un disco d'identità che contiene tutti i dati che lo riguardano, e lo smarrimento di tale disco viene punito con la cancellazione dalla rete. La presenza di MCP, inoltre, si è fatta nel tempo sempre più dominante e intrusiva, rendendolo una sorta di dittatore che cerca di prendere sempre più il controllo del sistema, sottomettendo e sequestrando i programmi rimasti fedeli ai loro creatori, i programmatori in carne e ossa, detti nel mondo virtuale del film "creativi" (in lingua originale users, "utenti").
Flynn si allea con Tron, un combattivo alter-ego virtuale di Alan creato tempo prima per proteggere il sistema (la cui autorità avrebbe dovuto essere ancora maggiore di quella di MCP) e, dopo una rocambolesca fuga dalle guardie a bordo di motociclette virtuali, le Light Cycle, facenti parte di un videogioco creato da Kevin, i due riescono a raggiungere una sorta di zona franca periferica nella quale i guardiani volanti al servizio di MCP non riescono ad arrivare. Lì si uniscono a Yori, alter-ego di Lora, che ha influenza sui mezzi di trasporto nel mondo virtuale, e si mettono in viaggio verso la base di MCP a bordo di una Vela Solare, per tentare di affrontarlo ed eliminarlo al fine di rendere il mondo della rete più libero.
Anche Dillinger, purtroppo, ha un proprio equivalente nell'universo virtuale: il grande e malvagio comandante Sark, che guida le forze di sicurezza e si oppone ai protagonisti a più riprese. Il duello finale, atto a interrompere la dittatura elettronica di MCP, si svolge fra Tron e Sark, il primo dei quali ha la meglio e fa uscire tutti i programmi dall'oppressione di MCP (in precedenza, tramite un portale apposito, Tron aveva parlato con il suo creatore, Alan, che gli aveva caricato sul disco di identità i dati necessari a neutralizzare MCP, e Flynn gli aprirà il varco necessario a gettare dentro il disco d'identità contenente tali dati).
Sconfitto il software-tiranno, il mondo virtuale torna alla sua vita normale e Flynn viene restituito al mondo materiale: il laser lo ricompone dov'era e, un istante dopo, l'informazione sulla truffa di Dillinger compare su tutti gli schermi del sistema informatico della Encom come messaggio urgente. Il film si conclude con Alan e Lora che attendono sul tetto della sede l'arrivo in elicottero del nuovo direttore della società, che si rivela essere proprio Flynn. La ripresa finale mostra l'intera città, la cui vita frenetica, le luci delle auto e i grattacieli visti dall'alto assomigliano volutamente alla realtà virtuale vista nel film, fatta di impulsi che sfrecciano a velocità inimmaginabili.

## Produzione
Il termine "Tron" identifica un comando del linguaggio di programmazione BASIC, contrazione dei termini "TRace ON", impiegato per la ricerca di errori nelle linee di un programma. L'effetto del comando è di mostrare a schermo, in tempo reale, le linee di codice mandate in esecuzione, permettendo di tenerne traccia. Il regista Lisberger affermò tuttavia di non essere a conoscenza di tale istruzione e di aver semplicemente derivato il titolo Tron dalla contrazione di "elecTRONics".
L'ambientazione virtuale è costituita da immagini in wireframe, filmate su fondo nero su pellicola da 70 mm (doppia rispetto alla normale), così come i mezzi di trasporto, come le motociclette, allora impossibili da rappresentare in forma solida o rendering digitale. Gli attori interpreti dei personaggi virtuali sono stati filmati in bianco e nero. Il lavoro di coloritura delle linee e di campitura dei piani e dei solidi è stato eseguito a mano in post produzione da una squadra di novanta artisti di Taiwan, accreditati con ideogrammi cinesi nei titoli di coda.
Syd Mead, Jean Giraud e Peter Lloyd sono accreditati come artisti concettuali del mondo elettronico.
All'animazione parteciparono anche Tim Burton, all'epoca agli inizi della sua carriera, ed il fumettista francese Jean Giraud (Moebius).

## Colonna sonora
La colonna sonora è stata composta da Wendy Carlos, musicista di musica elettronica, celebre per l'uso del sintetizzatore modulare Moog, che ha curato le colonne sonore di altri film, tra i quali soprattutto Shining (1980) e Arancia meccanica (1971) di Stanley Kubrick. Parte della colonna sonora è stata eseguita dalla London Philharmonic Orchestra, a causa dei ritardi nella registrazione da parte della Carlos, mentre due brani, 1990's Theme e Only Solutions, sono stati eseguiti dai Journey. In particolare nei titoli di coda del film la musica della Carlos è stata parzialmente rimpiazzata con il secondo brano del gruppo musicale.

## Accoglienza

### Incassi
Nonostante lo scarso successo al botteghino, Tron è divenuto con il tempo un vero e proprio film cult. Dato l'interesse attorno al film, la produzione cominciò a prendere in considerazione l'idea di un sequel, arrivato poi nel 2010.

### Critica
Tron è stato accolto bene dalla critica specializzata. Sull'aggregatore di recensioni Rotten Tomatoes, il film ha ottenuto un punteggio medio del 71% sul 100%, su Metacritic ha, invece, ottenuto un voto di 58 su 100, mentre ancora su Internet Movie Database il pubblico lo ha votato con un punteggio medio di 6.8 su 10.

## Riconoscimenti
- 1983 - Premio Oscar
  - Candidatura al Miglior design di costumi
  - Candidatura al Miglior montaggio sonoro
- 1983 - Saturn Award
  - Migliori costumi

## Sequel
Nel dicembre del 2010 è uscito nelle sale il sequel, Tron: Legacy, per la regia di Joseph Kosinski, scritto, tra gli altri, da Steven Lisberger (il regista del primo film), e che vede come protagonisti Jeff Bridges, Garrett Hedlund e Olivia Wilde.